# عبدالعزیز المفرج
عبدالعزیز المفرج (انگلیسی: Abdulaziz Al-Mufarrej؛ زادهٔ ۲۱ ژانویهٔ ۱۹۸۶) یک بازیکن فوتبال اهل عربستان سعودی است.